# Tissu adipeux blanc
 (avril 2016).
Si vous disposez d'ouvrages ou d'articles de référence ou si vous connaissez des sites web de qualité traitant du thème abordé ici, merci de compléter l'article en donnant les références utiles à sa vérifiabilité et en les liant à la section « Notes et références ».
Le tissu adipeux blanc ou graisse blanche et le tissu adipeux brun sont les deux principaux types de tissu adipeux des mammifères. Il existe également le tissu adipeux beige, le tissu adipeux rose et le tissu adipeux médullaire.
Chez des sujets en bonne santé et sans surpoids, le tissu adipeux blanc représente de 20 à 25 % du poids corporel de la femme, de 15 à 20 % chez l'homme. Ces cellules, les adipocytes blancs sont univacuolaires car elles contiennent une seule gouttelette lipidique qui repousse le noyau à leur périphérie, à la différence des adipocytes bruns qui sont plurivacuolaires.  Le tissu adipeux blanc est organisé en lobules au sein desquels on retrouve des adipocytes maintenus par un fin tissu conjonctif. Ce tissu est richement vascularisé et contient des nerfs. Les adipocytes ont des récepteurs à l'insuline, aux hormones de croissance, à la noradrénaline et aux glucocorticoïdes.
Le tissu adipeux blanc est une réserve d'énergie réglée par le pancréas : lors de la libération d'insuline par celui-ci, les récepteurs d'insuline des adipocytes blancs provoquent une cascade déphosphorylation qui conduit à l'inactivation de la lipase hormonosensible ; inversement à la suite de la libération de glucagon par le pancréas, les récepteurs du glucagon provoquent une cascade de phosphorylation qui active la lipase hormonosensible, ce qui provoque la transformation de la graisse stockée en acides gras libérés dans le sang. Liés à l'albumine et au glycérol, ces acides gras sont dégradés par le muscle et le tissu cardiaque pour assurer leur fonctionnement, alors que le glycérol est repris par le foie pour la néoglucogenèse. Le tissu adipeux blanc agit également comme isolant thermique, permettant de maintenir la température du corps. La répartition du tissu adipeux blanc est variable selon l'âge, le sexe, l'activité physique, la prise alimentaire.[réf. nécessaire]

## Composition
Le tissu adipeux blanc est composé de cellules diversifiées : 
- des adipocytes matures (renfermant une volumineuse vacuole de triglycérides)
- des précurseurs des adipocytes (= préadipocytes)
- des fibroblastes
- des cellules souches
- des cellules immunes (innées et adaptatives)

Les préadipocytes, fibroblastes, cellules souches et cellules immunes sont regroupés au sein de la fraction stromale vasculaire (SVF).
Le tissu adipeux blanc est composé de différents dépôts. Les deux principaux se nomment SAT (tissu adipeux sous-cutanée) et VAT (tissu adipeux viscéral). Il existe également d'autres dépôts comme le tissu adipeux du derme, le tissu adipeux intrathoracique (composé des tissus adipeux péricardiques, épicardiques, médiastinaux) . 
Le SAT est retrouvé au niveau crânien, facial, abdominal, fémoral. Il a un rôle de protection de l'organisme contre les chocs et la perte de chaleur. Il a plutôt un rôle métabolique bénéfique (son accumulation n'est pas délétère pour l'organisme) .
Le VAT se trouve autour des organes internes. Il permet le stockage des triglycérides intra-abdominaux . Il est métaboliquement plus actif que le SAT. Une accumulation excessive est délétère pour la santé. En effet elle est associée aux maladies métaboliques comme l'obésité, le diabète de type 2, les dyslipidémies, les maladies cardiovasculaires .

### Sources
- (en) Cet article est partiellement ou en totalité issu de l’article de Wikipédia en anglais intitulé « White adipose tissue » (voir la liste des auteurs).